# ملفين بللي
ملفين بللي (بالإنجليزية: Melvin Belli) (و. 1907 – 1996 م) هو ممثل، ومحام، وممثل تلفزيوني من الولايات المتحدة الأمريكية ولد في سونورا، توولومني، كاليفورنيا.

## روابط خارجية
- ملفين بللي على موقع IMDb (الإنجليزية)
- ملفين بللي على موقع الموسوعة البريطانية (الإنجليزية)
- ملفين بللي على موقع الموسوعة البريطانية (الإنجليزية)
- ملفين بللي على موقع روتن توميتوز (الإنجليزية)
- ملفين بللي على موقع ألو سيني (الفرنسية)
- ملفين بللي على موقع ميوزك برينز (الإنجليزية)
- ملفين بللي على موقع أول موفي (الإنجليزية)
- ملفين بللي على موقع قاعدة بيانات الأفلام السويدية (السويدية)
- ملفين بللي على موقع إن إن دي بي (الإنجليزية)
- ملفين بللي على موقع قاعدة بيانات الفيلم (الإنجليزية)